# Касандрийски затвор
Касандрас (на гръцки: Φυλακές Κασσάνδρας, старо Μετόχι Σταυρονικήτα, Метох на Ставроникита) е затвор в Егейска Македония, Гърция, в дем Касандра в административна област Централна Македония.

## География
Касандра е разположен в центъра на полуостров Касандра - най-западният ръкав на Халкидическия полуостров, на седем километра северозападно от Касандрия. Има 301 затворници в 2001 г.